# Skateboarding Is Not a Crime
Skateboarding Is Not a Crime este un film românesc din 2016 regizat de Cristian Radu.